# ベイビー・レッツ・プレイ・ハウス
「ベイビー・レッツ・プレイ・ハウス」（Baby Let's Play House）は、アーサー・ガンターの楽曲である。1954年にエクセロ・レコードからシングル盤として発売された。『ビルボード』誌のR&B・チャートでは最高位12位を記録。
ガンターのシングル盤が発売された翌年にエルヴィス・プレスリーによるカバー・バージョンが発売され、『ビルボード』誌のカントリー・チャートで最高位5位を記録。

## アーサー・ガンターのバージョン
アーサー・ガンターはこの曲を1954年、ナッシュヴィルでレコーディングし、同年11月にエクセロ・レコードよりシングル・リリースした。彼にとってこの曲は初のレコーディングであり、デビュー曲であった。

### 参加ミュージシャン
- アーサー・ガンター Arthur Gunter - ボーカル、ギター
- スキッピー・ブルックス Skippy Brooks - ピアノ
- アル・ガンター Al Gunter - ギター/ベース
- キッド・キング Kid King - ドラムス

## エルヴィス・プレスリーによるカバー
エルヴィス・プレスリーは、1955年2月にメンフィスにあるサン・スタジオで「ベイビー・レッツ・プレイ・ハウス」のレコーディングを行った。レコーディングには、スコティ・ムーアがリードギター（ギブソン・ES-295を使用）、ビル・ブラックがベースで参加している。プレスリーのカバー・バージョンでは、コーラスから始まるなど曲の構成が変更されているほか、原曲の「You may get religion」というフレーズが「You may drive a pink Cadillac」に変更されている。「pink Cadillac」は、プレスリーの愛車である1954年製のキャデラック・フリートウッドのこと。
プレスリーによるカバー・バージョンは、1955年4月10日にシングル盤として発売され、B面には「アイム・レフト、ユーアー・ライト・シーズ・ゴーン」が収録された。同年7月に『ビルボード』誌のカントリー・シングル・チャートで最高位5位を記録。

### 参加ミュージシャン
- エルヴィス・プレスリー Elvis Presley - ボーカル、ギター
- スコティ・ムーア Scotty Moore - ギター
- ビル・ブラック Bill Black - ベース

### チャート成績
※いずれも週間チャートでの成績。
| チャート (1955年)                    | 最高位 |
| ------------------------------------ | ------ |
| US Country Singles Chart (Billboard) | 5      |

| チャート (2008年)                | 最高位 |
| -------------------------------- | ------ |
| イタリア (FIMI)                  | 1      |
| スペイン (PROMUSICAE)            | 3      |
| スウェーデン (Sverigetopplistan) | 23     |
| UK シングルス (OCC)              | 84     |

## その他のカバー・バージョンや文化的影響
ジョン・レノンは、1965年に作曲したビートルズの楽曲「浮気娘」で、本作の「I'd rather see you dead, little girl, than to be with another man」というフレーズを引用した。
ジョニー・バーネット・トリオは、1956年5月に本作とほとんど同じメロディーで、「Come back baby, come」というリフレインを含む楽曲「Oh Baby Babe」のレコーディングを行った。この楽曲は、同年7月にシングル盤として発売された。
2008年にイタリアのDJで音楽プロデューサーのスパンコックスによるリミックス・バージョンが発売された。2008年9月の全英シングルチャートで最高位84位を記録。